# International Diving Association
Die International Diving Association Inh. Karsten Reimer (IDA) ist eine deutsche Tauchorganisation mit Sitz in Schwentinental. Sie wurde im Juni 1996 aus der Idee heraus gegründet, die Ausbildungsphilosophie amerikanischer Tauchorganisationen und die jüngere Entwicklungen im Tauchsport mit den Ausbildungsstandards des Tauchsportweltverbands CMAS zu vereinen.
Als Gründungsmitglied der CMAS Germany (ein Arbeitsbereich des VDST) ist die IDA mit CMAS verbunden. So ist IDA Mitglied der Internationalen Tauchlehrerakademie e. V. Potsdam (ITLA). Daneben ist IDA auch Mitglied im Förderkreis Sporttauchen e. V. und im RSTC Europe (Recreational Scuba Training Council Europe).
IDA hält mehrmals im Jahr im weltweit Tauchlehrer- und Crossoverprüfungen ab und bildet Sporttaucher und Tauchlehrer aus. Auslandsvertretungen existieren in Ägypten, Belgien, Bulgarien, Dominikanische Republik, Indonesien, Italien, Österreich, Polen, Spanien, Thailand und weiteren Ländern.

## Ausbildungssystem
Die IDA bietet grundsätzlich Tauchausbildungen an, die teilweise den Vorgaben von CMAS folgen. Daneben gibt es jedoch zahlreiche Zwischenstufen und Ergänzungen, die im Ausbildungssystem von CMAS International nicht vorgesehen sind. Diese Zwischenstufen dienen teilweise dazu die Inhalte der CMAS-Ausbildungen auf mehrere kürzere Kurse zu verteilen.

### Sporttaucher

#### Schnuppertauchgang
Bei diesem Angebot handelt es sich nicht um einen Tauchausbildung, sondern um eine Möglichkeit für interessierte Laien, in das Thema Tauchen hineinzuschnuppern. (Schnuppertauchen) Der Inhalt besteht aus einem flachen Tauchgang in Begleitung eines Tauchlehrers.

#### Grundtauchschein
Diese Ausbildung vermittelt die gesamte Theorie, die auch für den CMAS * oder IDA * benötigt wird. Die praktische Ausbildung findet ausschließlich im Schwimmbecken statt. Geübt wird die Atmung unter Wasser, das Ausblasen der Maske, die Tarierung, der Flossenschlag und das Wechseln zum Oktopus. Zur Ausbildung gehörten auch Apnoeübungen im Schwimmbecken. Ausgenommen der Freiwassertauchgängen, sind auch alle praktischen Übungen einer CMAS *- oder IDA *-Ausbildungen in der IDA Grundtauchschein-Ausbildung enthalten.
Vor Beginn der IDA Grundtauchschein-Ausbildung sind keine Kenntnisse über den Tauchsport erforderlich. Voraussetzung sind ein ärztliches Attest, das die Tauchtauglichkeit bestätigt, ein Mindestalter von 12 Jahren und eine normale körperliche Fitness.
Nach Abschluss der Ausbildung ist der Tauchschüler berechtigt, in Begleitung eines Tauchlehrers im Schwimmbad oder im störungsfreien Freiwasser in eine Tiefe von maximal fünf Meter abzutauchen. Ein IDA Grundtauchschein-Ausbildung kann einer IDA *-Ausbildung angerechnet werden, sofern sie innerhalb von 15 Monaten erfolgt.

#### Basic Diver
Das Basic-Diver-Brevet erfüllt die Anforderungen des Supervised Diver nach der internationalen Norm ISO 24801-1. Die Ausbildung beinhaltet die Freiwasser-Ausbildung aus dem CMAS *. Alle Übungen finden deshalb im Freiwasser statt. Diese Ausbildung beinhaltet keine Theorielektionen, weil sie eine IDA Grundtauchschein-Ausbildung voraussetzt.
Nach Abschluss der Ausbildung ist der Tauchschüler berechtigt, in Begleitung eines Tauchlehrers-Assistenten, im Freiwasser, in eine Tiefe von maximal 20 Meter abzutauchen. Ein IDA Grundtauchschein-Ausbildung kann einer IDA *-Ausbildung angerechnet werden, sofern sie innerhalb von 15 Monaten erfolgt.

#### IDA *
Diese Ausbildung entspricht der CMAS *-(ein-Stern)- und Autonomous-Diver-Ausbildung, wie sie nach ISO 24801-2 normiert ist.

#### IDA AOWD
Die Tauchausbildung zum Advanced Open Water Diver (AOWD) ist als Äquivalent zu den gleichnamigen Ausbildungen von PADI und SSI gedacht. Sie umfasst 5 Tauchgänge, die je ein spezielles Thema behandeln, und berechtigt zum Tauchen bis zu einer maximalen Tiefe von 30 Metern. Voraussetzung ist eine Grundtauchausbildung, die dem genormten Autonomous Diver entspricht, ein Mindestalter von 14 Jahren und eine gültige Tauchtauglichkeitsbescheinigung.

#### IDA **
Diese Ausbildung entspricht der CMAS **-(zwei-Stern)-Ausbildung. IDA empfiehlt einem Zwei-Stern-Taucher nicht tiefer als 40 Meter zu tauchen.

#### Master Diver
Der IDA Master Diver ist ähnlich aufgebaut wie der IDA AOWD: Die Ausbildung umfasst 5 Tauchgänge die je ein spezielles Thema behandeln. Voraussetzung ist eine Brevetierung die dem CMAS ** entspricht, ein Mindestalter von 16 Jahren und ein ärztliches Attest, das die Tauchtauglichkeit bestätigt.

#### IDA ***
Diese Ausbildung entspricht der CMAS ***-(drei-Stern)-Ausbildung und dem Dive Leader nach ISO 24801-3.

#### IDA ****
Um IDA ****-(vier-Stern)-Taucher zu werden, sind 100 Tauchgänge nach dem Abschluss der Drei-Stern-Ausbildung und mindestens fünf Jahren IDA-Mitgliedschaft nötig. Voraussetzung sind zudem total 165 im Logbuch verzeichnete Tauchgänge und ein Mindestalter von 20 Jahren.

### Tauchlehrer

#### Tauchlehrer-Assistent
Diese Ausbildungsstufe erfüllt die Anforderungen nach ISO 24802-1 international genormten Scuba Instructor Level 1. Der IDA Tauchlehrer-Assistent darf selbständig Schuppertauchen veranstalten, den IDA Grundtauchschein, IDA Basic Diver und einige Spezialausbildungen durchführen. Bei anderen Tauchausbildung darf er einem Tauchlehrer assistieren.
Die Tauchlehrer-Assistent-Ausbildung umfasst die Themenbereiche: Grundtauchausbildung in Theorie und Praxis, Didaktik, das Erstellen von Kursprogrammen, Spezialausbildungen organisieren, Grundlagen des Tauchens vertiefen und perfektionieren, die Pflege der Tauchausrüstung und rechtliche Fragen.
Voraussetzung ist minimal ein Drei-Stern-Taucher-Brevet, mindestens 80 im Logbuch dokumentiere Tauchgänge, ein Mindestalter von 18 Jahren und ein ärztliches Attest dass, die Tauchtauglichkeit bestätigt. Zudem sollten die Spezialausbildungen Nachttauchen, Tauchsicherheit und Rettung, Herz-Lungen-Wiederbelebung, Orientierung und Gruppenführung abgeschlossen sein.

#### Tauchlehrer *
Diese Ausbildungsstufe entspricht dem CMAS Tauchlehrer * (Ein-Stern) und erfüllt die Anforderungen des nach ISO 24802-2 genormten Scuba Instructors Level 2. Ein Ein-Stern-Tauchlehrer ist berechtigt selbständige die Ausbildung und Brevetierung von Ein-Stern-Tauchern durchzuführen. Die Tauchlehrer-Ausbildung beschäftigt sich neben allen Inhalten des IDA Tauchlehrer-Assistenten mit der Tauchmedizin, Notfall- und Rettungsübungen, Tauchphysik, Tauchpraxis und Umweltschutz.
Voraussetzung ist minimal ein Drei-Stern-Taucher-Brevet, mindestens 150 im Logbuch dokumentiere Tauchgänge, ein Mindestalter von 18 Jahren und ein ärztliches Attest dass, die Tauchtauglichkeit bestätigt. Zudem sollten die Spezialausbildungen Nachttauchen, Tauchsicherheit und Rettung, Herz-Lungen-Wiederbelebung, Orientierung und Gruppenführung abgeschlossen sein.

#### Tauchlehrer **
Diese Ausbildungsstufe entspricht dem CMAS Tauchlehrer ** (Zwei-Stern) und berechtigt zur selbständigen Ausbildung und Brevetierung von Drei-Stern-Tauchern und tieferen Ausbildungsstufen. Voraussetzung ist ein Alter von mindestens 20 Jahren und eine dem CMAS Tauchlehrer * entsprechende Brevetierung.

#### Tauchlehrer ***
Diese Ausbildungsstufe entspricht dem CMAS Tauchlehrer *** (Drei-Stern) und berechtigt zur Ausbildung von Tauchlehrern.

#### Course Director TL****
Der IDA Course Director TL **** ist berechtigt weltweit Tauchlehrerprüfungen anzunehmen und Tauchlehrerseminare zu organisieren. Course Directors werden von IDA ernannt.

#### Instructor Examiner
Die IDA Instructor Examiner beaufsichtigen Tauchlehrerprüfungen und vergeben Tauchlehrer-Brevets. Instructor Examiner werden von IDA ernannt.

### Spezialausbildungen für Tauchlehrer
Tauchlehrer haben die Möglichkeit, sich weiterzubilden, indem sich für die Schulung von Spezialausbildungen ausbilden lassen. IDA bietet die folgenden Spezialausbildungen an:
- Apnoe-Tauchlehrer
- Apnoe-Tauchlehrer-Prüfer
- Nitrox-Tauchlehrer * (Ein-Stern)
- Nitrox-Tauchlehrer ** (Zwei-Stern)
- Nitrox-Tauchlehrer-Prüfer
- Trimix-Tauchlehrer
- Trimix-Tauchlehrer-Prüfer
- SCR-Tauchlehrer

### Kindertauchausbildungen

#### Flipper 1
Diese Kindertauchausbildung orientiert sich an der CMAS Bronze-Ausbildung. Im Schwimmbad kann das Kind die Grundlagen des Tauchens erlernen.

#### Flipper 2
Diese Kindertauchausbildung orientiert sich an der CMAS Silver-Ausbildung. Diese Ausbildung befähigt ein Kind im flachen Freiwasser in Begleitung eine Tauchlehrers zu tauchen.